# Argyrogrammana stilbe
Espèce
Argyrogrammana stilbe est une espèce de papillons de la famille des Riodinidae et du genre Argyrogrammana.

## Dénomination
Argyrogrammana stilbe a été décrit par Jean-Baptiste Godart en 1824 sous le nom d’Erycina stilbe.

### Sous-espèces
- Argyrogrammana stilbe stilbe ; présent en Guyane, au Guyana, au Surinam, en Colombie, en Bolivie et au Brésil.
- Argyrogrammana stilbe holosticta (Godman & Salvin, 1878) ; présent au Mexique et en  Équateur.
- Argyrogrammana stilbe sublimis Brévignon & Gallard, 1995 ; Argyrogrammana sublimis a été reconnu comme une espèce par Hall et Willmott en 1996

## Description
Argyrogrammana stilbe est un papillon d'une envergure d'environ 25 mm au dessus des ailes jaune orangé clair chez les deux sexes avec la même ornementation de petites taches marron organisées en lignes et une fine ligne submarginale gris métallisé. Le revers est semblable en plus clair,.

## Écologie et distribution
Argyrogrammana stilbe est présent au Mexique, en Guyane, au Guyana, en Colombie, en Bolivie, en  Équateur et au Brésil.

### Biotope
Il réside dans la forêt tropicale.